# Impero bizantino durante la dinastia Paleologa
L'Impero bizantino fu governato dalla dinastia Paleologa fra il 1261, anno della ripresa di Costantinopoli, sottratta dall'Impero latino d'oriente fondato dopo la quarta crociata (1202-1204) e dell'incoronazione di Michele VIII, e il 1453, anno della caduta di Bisanzio a opera dell'Impero ottomano.
Fin dai primi tempi, la dinastia Paleologa dovette affrontare diversi nemici che minacciavano l'ormai quasi millenario impero bizantino. In primis, i Turchi avevano iniziato, nel 1263, appena due anni dopo l'inizio del dominio Paleologo, a condurre diverse scorrerie e infine a espandersi in Asia Minore. Infatti, l'Anatolia, che aveva per secoli costituito il cuore economico e sociale dello stesso impero, fu progressivamente perduta a causa dei continui attacchi ottomani, il cui esercito era costituito dai così detti ghazi, unità militari turche specializzate nelle incursioni e nei saccheggi. Col tempo, le aspirazioni degli ottomani mutarono, sia per un aspetto economico (la regione greco-turca che occupava l'Impero romano d'oriente era infatti molto prospera) sia a causa delle continue pressioni esercitate dai mongoli (non a caso, pochi anni prima, nel 1243, l'Impero mongolo aveva sbaragliato le forze turche nella battaglia di Köse Dağ). Inoltre, i Paleologi dovettero confrontarsi anche su diversi altri fronti, spesso senza mai concludere le inimicizie con i propri nemici e arrivando dunque a combattere quasi ininterrottamente, mentre in patria la produzione dei viveri e della manodopera diminuivano gradualmente. L'Impero bizantino, infatti, affrontò durante questo periodo diverse guerre civili e diversi conflitti con imperi confinanti, che talvolta erano addirittura di fede cristiana. Gli avversari dell'Impero di Costantinopoli furono infatti: il Secondo Impero bulgaro, l'Impero Serbo, gli ultimi manipoli dell'Impero latino, la Repubblica di Venezia, l'Impero ottomano e talvolta anche con alcuni avamposti gestiti dai Cavalieri Ospitalieri.
La privazione dei possedimenti in Anatolia a causa dei Turchi e di quelli in occidente a causa delle forze bulgare avvenne inoltre in contemporanea a diversi eventi nefasti per l'Impero bizantino. Infatti, proprio nello stesso periodo scoppiarono due cruente guerre civili, la Peste Nera colpì Bisanzio e, nel 1354, un terremoto colpì Gallipoli, evento del quale i Turchi approfittarono conquistando la penisola. Ormai, nel 1380, i possedimenti dell'Impero bizantino erano stati ridimensionati soltanto alla capitale Costantinopoli e ad alcune exclavi isolate, che tuttavia riconoscevano soltanto formalmente l'autorità dei Paleologi. Nonostante tale situazione, l'abile diplomazia bizantina e le campagne militari condotte dal condottiero turco-mongolo Tamerlano che ostacolarono i Turchi permisero al millenario impero bizantino di sopravvivere fino al 1453. Le ultime due exclavi dell'impero, il Despotato di Morea e l'Impero di Trebisonda, crollarono poco tempo dopo.
Sebbene questo periodo della storia bizantina sia stato caratterizzato da una forte frammentarietà politico-militare e una generale decadenza della società, il periodo paleologo vide un rifiorire dell'arte e della letteratura, tant'è che gli studiosi moderni parlano di rinascenza paleologa. Con la caduta dell'Impero romano d'oriente, tutto il sapere accumulato dagli studiosi bizantini venne portato in Italia proprio da questi ultimi, contribuendo a dare inizio al rinascimento italiano.

## Antefatti
In seguito alla quarta crociata (1202-1204), l'Impero bizantino si frantumò in diverse realtà più deboli e più piccole: l'Impero di Nicea, il Despotato dell'Epiro e l'Impero di Trebisonda. La capitale, Costantinopoli, e diversi altri possedimenti adiacenti caddero sotto il controllo dell'Impero latino d'oriente, il quale era sotto il controllo principalmente dei nobili franchi, tant'è che gli storici definirono questo periodo della storia bizantina francocrazia. Inoltre, questa frammentarietà permise ai bulgari e ai serbi di conquistare parte dei Balcani e della Tracia, mentre permise ai diversi emirati turcomanni di occupare diverse terre in Anatolia. Nonostante il Despotato dell'Epiro fosse inizialmente il più organizzato e il più prospero fra gli stati successori dell'Impero di Bisanzio, fu poi la realtà politica che si era formata a Nicea che riuscì a sottrarre la capitale all'Impero latino. 

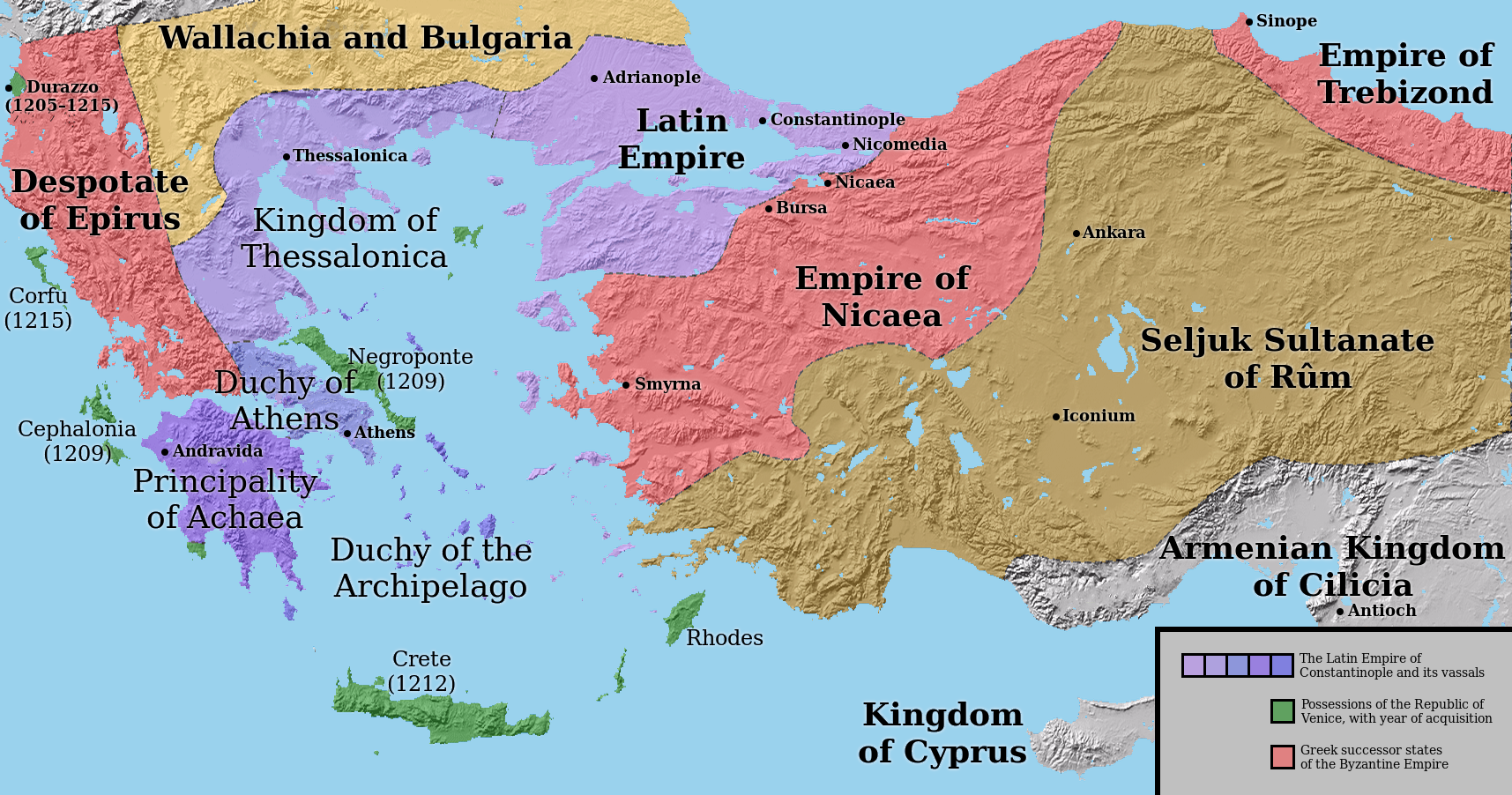
Dopo la Quarta crociata (1202-1204), l'Impero bizantino fu diviso in diversi stati: Impero di Trebisonda, Impero di Nicea, Despotato dell'Epiro e Impero latino d'oriente.

L'Impero di Nicea fu infatti in grado di resistere ai agli attacchi sia delle truppe europee,  sia di quelle selgiuchidi. Difatti, nella battaglia della Valle del Meandro, le forza turcomanne, che tentavano di assediare proprio Nicea, furono duramente respinte dall'imperatore Teodoro I Lascaris, le cui truppe riuscirono a uccidere lo stesso sultano selgiuchide Kaykhusraw I. Tale vittoria fu agevolata anche dal fatto che la minaccia europea non si fece sentire. Infatti, i nobili franchi furono costantemente impegnati in guerre contro i Bulgari, che pian piano cercavano di penetrare in Tracia.
Nel 1258, venne posto sul trono dell'Impero di Nicea il giovane Giovanni IV Laskaris, bambino di ancora otto anni. Il suo reggente divenne un importante generale di famiglia nobile, un tale chiamato Michele Paleolgo, che ben presto oscurò la figura dell'imperatore concentrando su di sé tutto il potere.

## Il regno di Michele VIII Paleologo (1261–1282)
Nel 1261, mentre il grosso delle forze militari europee erano impegnate contro i Bulgari e dunque assenti da Costantinopoli, l'abile generale bizantino Alessio Strategopoulo, cogliendo l'opportunità per lanciare un attacco alla città, riprese Bisanzio con solo 600 soldati. Nel frattempo, l'Impero di Nicea era riuscito, nel 1246, a occupare la Tracia, la Macedonia e la città di Tessalonica. Dopo la presa di Costantinopoli, Michele approfittò della situazione e, attuando un vero e proprio colpo di stato, il 25 dicembre 1261, depose Giovanni IV, accecandolo e facendosi incoronare unico imperatore. Considerando tale colpo di stato un affronto anche verso la religione, il patriarca di Costantinopoli Arsenio lanciò un anatema contro l'ormai imperatore Michele VIII Paleologo, che tuttavia lo costrinse con la forza ad abbandonare la sua carica sostituendolo con Giuseppe I.

### Politica interna e rinascita di Costantinopoli

Il Medio Oriente nel 1263. In viola sono rappresentati i possedimenti latini.

La quarta crociata e la gestione della città da parte dell'Impero latino d'oriente avevano avuto su Costantinopoli delle conseguenze laceranti. La città era infatti caduta in uno stato di degrado totale, con diversi edifici pubblici lasciati in abbandono e un generale sovrappopolamento in tutti i quartieri di Bisanzio. Una delle azioni che compì il neo imperatore Michele VIII fu proprio quella di restaurare diversi monasteri, strade, chiese ed edifici pubblici e militari. Ad esempio, la Basilica di Santa Sofia, che fu pesantemente saccheggiata durante la quarta crociata, fu ristrutturata mantenendo il precedente gusto dell'arte greco-ortodossa. Anche il porto di Giuliano e le mura di Costantinopoli subirono diverse opere di ristrutturazione. Inoltre, grazie al sostegno economico fornito dalle famiglie mercantili di Costantinopoli, furono costruiti ex novo molti ospedali, locande, mercati, terme, strade e chiese. Fu pure costruita una moschea per consolidare la nuova alleanza in chiave anti-europea e anti-ottomana che Michele VIII aveva stipulato con il Sultanato dei Mamelucchi. Tuttavia, tutti queste opere di costruzione e ristrutturazione richiesero una somma di denaro non indifferente, che Michele VIII ottenne aumentando enormemente le tasse sui contadini e sui piccoli artigiani, di cui perse ben presto l'appoggio.

### Politica estera

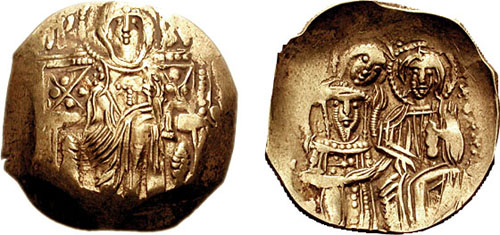
Hyperpyron raffigurante Michele VIII Paleologo.

Il Sultanato di Rum, realtà politica situata in Anatolia e nemico storico dei bizantini, era dal 1240, anno in cui vennero invasi dai Mongoli, entrato in una profonda crisi politico-militare e di conseguenza non rappresentò più una grande minaccia per i Paleologi. Infatti, i bizantini percepivano che i loro nemici più insidiosi fossero i latini e non i mussulmani. Non a caso, Michele VIII, che era pressappoco sicuro che i veneziani e i franchi avrebbero condotto un'altra spedizione verso la Grecia al solo fine di restaurare l'Impero latino di Costantinopoli, diede l'ordine di spostare la maggior parte delle truppe sul confine occidentale e di costruire diverse piazzeforti in quei luoghi. Poco tempo dopo, la situazione in Europa si fece più tesa per Bisanzio. Difatti, Carlo I d'Angiò, nel 1266, era riuscito a sottrarre la Sicilia alla famiglia degli Hohenstaufen, mentre nel 1267 papa Clemente IV stipulò un patto con il nuovo re di Sicilia in base al quale quest'ultimo, nel caso conducesse un'altra crociata contro Costantinopoli, avrebbe ricevuto la maggior parte delle terre conquistate in Oriente. Tuttavia, l'iniziale titubanza di Carlo I permise a Michele VIII di negoziare col pontefice durante il secondo concilio di Lione del 1274, nel quale il papa rinunciò formalmente alle sue pretese sui territori bizantini.
Ciononostante, sfortunatamente per Michele VIII, il successore di Clemente IV, papa Martino IV, annullò la "pace" stipulata dal suo predecessore, scomunicando nuovamente tutta la chiesa greca e invitando nuovamente Carlo I a compiere una spedizione contro Bisanzio. Temendo una nuova aggressione da occidente, Michele VIII finanziò in termini militari ed economici ile truppe di Pietro III d'Aragona, il quale da tempo tentava di sottrarre la Sicilia a Carlo. Le spedizioni di conquista condotte da Pietro III furono agevolate dallo scoppio dei Vespri Siciliani, rivolta che rovesciò definitivamente il dominio angioino sulla Sicilia e instaurò quello aragonese nel 1281, sventando una possibile nuova spedizione verso Bisanzio.
Durante gli ultimi anni del suo regno, Michele VIII condusse una serrata campagna militare contro le ultime roccaforti dei crociati rimaste in Grecia, conquistando diverse isole del mar Egeo e costruendo diverse piazzeforti nel Peloponneso, le quali infatti avrebbero costituito in futuro il fulcro del Despotato di Morea, una delle exclavi bizantine. Michele VIII perseguì inoltre diversi successi militari nei Balcani, combattendo contro il Secondo Impero bulgaro. Tuttavia, concentrando la manodopera e gli sforzi bellici quasi solo verso i confini occidentali, Michele VIII commise l'errore logistico di trascurare le province asiatiche, ove una nuova e potente minaccia si stava avvicinando ai confini bizantini: le truppe turco ottomane di Osman I, che nel 1263 aveva conquistato l'importante città di Söğüt. Tuttavia, nonostante ciò, durante il regno di Michele VIII il confine orientale non subì drastici mutamenti, rimanendo una regione generalmente sicura.

### Ultimi anni
Nonostante Michele VIII preferì spesso servirsi di vie diplomatiche, egli condusse diverse e costose campagne militari, con un esercito su cui è doveroso spendere alcune parole. Le tattiche militari e l'esercito bizantino erano ancora modellate sulle riforme apportate dalla dinastia dei Comneni, all'epoca, alla luce delle nuove strategie elaborate, viste come antiquate e desuete. Inoltre, il sistema di tassazione introdotto al fine di mantenere tale apparto militare gravava molto sulle tasche del popolo, specialmente dei contadini, che iniziarono col tempo ad accogliere sempre meglio gli invasori Ottomani, i quali promettevano tasse più basse.
Sul piano religioso la politica di Michele VIII è considerata dagli storici generalmente fallimentare. Il Secondo Concilio di Lione e una proposta di riunione fra le due Chiese cristiane non fecero altro che far apparire l'imperatore come un traditore agli occhi della popolazione bizantina di fede ortodossa, a tal punto che quando, Michele VIII morì nel 1282, gli fu negato il funerale ortodosso. 

### Giudizio storico
Michele VIII è stato spesso descritto come un regnante molto energico, ambizioso e capace, il quale era riuscito ad ampliare e a preservare l'Impero bizantino. Il suo esercito, tuttavia, risultava ancora molto piccolo e antiquato, e, per tale ragione, fece molto affidamento sulla diplomazia. Un enorme apparato fiscale sostenne le sue ambiziose e vigorose politiche sia nei confronti della sua nazione sia nei confronti delle altre. Pose Bisanzio sulla strada per una rinascita, tuttavia i suoi progressi erano ancora molto fragili e andavano ben preservati.

## Il regno di Andronico II Paleologo (1282–1328)
Figlio secondogenito di Michele VIII Paleologo e Teodora Ducas Vatatzina, Andronico II fu acclamato co-imperatore nel 1261 insieme al padre e basileus dei Romei ufficialmente l'11 dicembre 1282 all'età di 24 anni.

### Politica estera
Andronico II fu impegnato sui fronti sia occidente sia orientali. Infatti, i serbi, comandati dal re Stefano Uroš II Milutin, avevano ripreso la campagna contro i Balcani, conquistando Skopje nel 1282 e lanciando, durante gli anni novanta del XIII secolo, continui e duri attacchi nel territorio macedone. I contrattacchi bizantini non erano in grado di indebolire sufficientemente le truppe serbe e di conseguenza Andronico fu costretto a servirsi della diplomazia. Il nuovo imperatore fece infatti sposare la figlia Simonida, che all'epoca aveva 5 o 6 anni, con il re serbo, all'epoca sulla quarantina, donando in "dote" a quest'ultimo le roccaforti di Ocrida, Stip e Strumica come "dote". Ciò assicurò alcuni decenni di pace, rotti dalle politiche espansioniste dei Serbi qualche decennio dopo.
A differenza di suo padre, che aveva completamente sottovalutato gli sconvolgimenti politico-militari che avvenivano in Anatolia, Andronico II seppe riconoscere l'importanza degli avvenimenti che si stavano verificando in Asia Minore, cercando di ostacolare il più possibile l'avanzata turca. Per far fronte a tale situazione, Andronico spostò la sua corte in Asia Minore, ove poté meglio supervisionare la costruzione di nuove fortificazioni e amministrare meglio le truppe. Ad accompagnarlo in questo compito c'era l'abile generale Alessio Filantropeno, che riuscì a condurre con successo una campagna contro i turchi presso il fiume Meandro. Tuttavia, l'esercito bizantino perse tale importante risorsa quando Filantropeno, avendo ricevuto molta influenza, organizzò un colpo di stato contro l'imperatore. Il complotto fu scoperto e Alessio Filantropeno fu arrestato e successivamente esiliato. Per far fronte a questo nuovo vuoto che si era venuto a creare nell'esercito, Andronico inviò sul campo di battaglia il figlio Michele IX (già co-basileus) e l'eterarca Giorgio Muzalon. I due intrapresero un'azione militare contro l'esercito turco che assediava Nicomedia, tuttavia subirono una grave sconfitta nella battaglia di Bafeo nel 1302.
A questo punto, Andronico decise di assodare delle truppe di ventura, prendendo a nolo la così detta Compagnia Catalana, composta da 6.500 Almogàver e comandata da Ruggero da Fiore. Tali truppe mercenarie erano state addestrate a combattere contro i Mori nella penisola iberica e, per tale motivo, Ruggero da Fiore, che si trovava ora a dover scacciare i turchi dall'Asia Minore, si fece pagare a un prezzo straordinariamente alto. Tuttavia, quest'iniziale ripresa dal punto di vista militare terminò quando Ruggero da Fiore fu assassinato in circostanze poco chiare mentre si recava per incontrare Andronico; i catalani, senza più una leadership che li guidasse, si ribellarono all'autorità imperiale, iniziando a saccheggiare e razziare molte città bizantine attraverso la Tracia. Successivamente, Andronico si rivolse all'Ilkhanato di Persia, chiedendo l'invio di truppe contro i turchi che ormai devastavano a piede libero quasi tutta l'Asia minore. Sfortunatamente per l'imperatore, tale alleanza non fu accolta dai Persiani. 

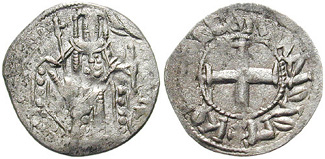
Tornese coniato durante il regno di Andronico II Paleologo.

### Politica interna
Per accontentare il popolo e i ceti più alti, Andronico II ruppe drasticamente il dialogo che suo padre aveva formato con la Chiesa cattolica. Questa mossa piacque lo fece diventare un imperatore popolare fra molti cittadini, tuttavia cancellò ogni speranza di un possibile sostegno economico-militare da parte dell'occidente nella campagna contro i Turchi. 
Sempre al fine di accontentare il popolo, Andronico II ridusse enormemente le tasse che gravavano sui cittadini più comuni, tuttavia, per poter compiere ciò, egli fu costretto a vendere la quasi totalità delle navi che componevano la marina bizantina e che suo padre aveva pochi anni prima fatto costruire. Tuttavia, il quasi scioglimento della marina portò le coste di Bisanzio ad essere molto indifese contro gli attacchi esterni, come quelli dei Turchi e dei pirati. Inoltre, Andronico II svalutò l'hyperpyron, tassando invece pesantemente le élite militari, il che ridusse ulteriormente le capacità belliche di Bisanzio. 
Mentre suo padre si concentrò molto sull'aspetto militare, Andronico II si dedicò principalmente al sostegno della politica interna.

### Guerra civile e abdicazione
Le politiche militari di Andronico II si stavano rivelando essere un disastro per la sopravvivenza di Bisanzio e, per tale ragione, il basileus si fece diversi nemici, primo fra tutti suo nipote Andronico III. All'epoca appena ventenne, quest'ultimo nel 1320 fu diseredato e allontanato da corte dallo stesso imperatore. Lo stesso anno, il fratello di Andronico III, Manuele Paleologo, fu assassinato da dei sicari di Andronico III a causa di un sospetto "scandalo" avvenuto nella corte bizantina (inoltre, è possibile sostenere che anche il padre, Michele IX, sia stato ucciso da Andronico II, anche se la leggenda narra che morì d'infarto quando venne a sapere che suo figlio Manuele era stato ucciso).
A questo punto, Andronico III, organizzando un'opposizione armata con un suo esercito personale (composto principalmente da mercenari e oppositori della politica di Andronico II), riuscì a ottenere il consenso di molti bizantini, promettendo un'ulteriore riduzione delle tasse. Andronico II, capendo l'influenza socio-militare del nipote, tentò di fermarlo nel 1321 offrendogli il titolo di "re della Tracia", mentre l'anno successivo quello di co-imperatore. In entrambi i casi Andronico III rifiutò. 
Dopo una serie di battaglie, in cui è doveroso ricordare che parteciparono anche i Bulgari (che sostenevano Andronico II) e i Serbi (che sostenevano il nipote), Andronico II fu costretto, nel 1328, ad abdicare, decidendo di farsi monaco e di ritirarsi in un convento, ove morì nel 1332.

### Giudizio storico
La politica di Andronico II, rispetto a quella di suo padre, fu concentrata sulla politica interna e la riduzione fiscale, tuttavia tale scelte portarono a un drastico indebolimento nell'esercito di Bisanzio. Infatti, egli minò le basi militari e finanziarie dell'impero, generando una crisi che il suo successore farà fatica ad affrontare.

## Il regno di Andronico III Paleologo (1328–1341)
Figlio primogenito di Michele IX Paleologo (co-imperatore fino alla sua morte insieme ad Andronico II) e Rita d'Armenia, Andronico III ottenne la corona di Costantinopoli dopo una guerra civile combattuta contro il nonno. All'epoca aveva 31 anni.

### Politica estera

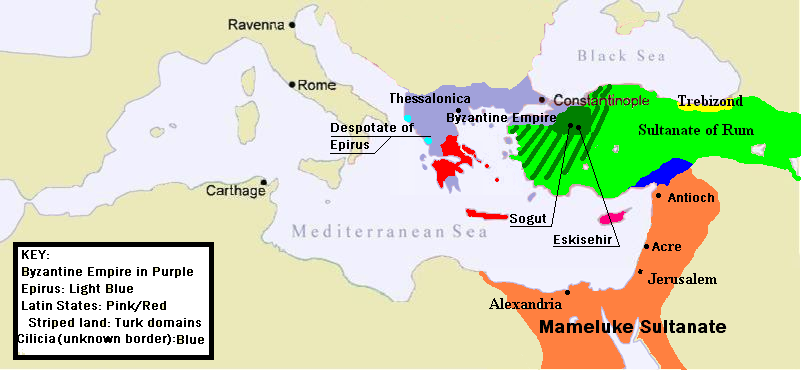
L'Impero bizantino all'alba del regno di Andronico III.

Il regno di Andronico III è considerato dagli storici come l'ultimo autentico tentativo di far ritornare l'Impero bizantino all'estensione di un tempo.
Lo sguardo di Andronico III cadde quasi immediatamente sull'Asia Minore. Infatti, la città di Nicea, fino al 1261 capitale dell'Impero, era stata di recente posta sotto assedio da parte degli ottomani. Nell'estate del 1329, Andronico III tentò di aggirare le truppe ottomane, tuttavia tale velleità culminò, il 10 giugno di quell'anno, nella disastrosa battaglia di Pelecano e nel 1331 Nicea venne conquistata. Non volendo vedere Nicomedia e le altre piazzeforti bizantine in Asia Minore subire lo stesso destino, Andronico III offrì gli Ottomani una cospicua somma di denaro, in cambio questi ultimi avrebbero temporaneamente sospeso i loro progetti di conquista. Tuttavia, gli Ottomani rifiutarono tale proposta e nel 1337 espugnarono anche Nicomedia.
Nonostante i fallimenti in Anatolia, Andronico III ottenne alcuni successi sul mar Egeo: nel 1329, l'isola di Chio fu conquistata, mentre nel 1335, egli stipulò un accordo economico con l'emiro turco Aydınoğlu Gazi Umur Bey e uno politico con i crociati d'Occidente, ottenendo di nuovo il dominio su Lesbo e Focea.
In Europa, Andronico III ottenne risultati contrastanti. La Tessaglia, infatti, tornò sotto il dominio imperiale nel 1333, tuttavia la Serbia iniziò nuovamente ad espandersi verso sud proprio a scapito dei bizantini. Infatti, l'esercito serbo, guidato da Sirgianni Paleologo, un generale bizantino che si era venduto al nemico, riuscì a sottrarre, nel 1334, cinque piazzeforti strategicamente cruciali dall'Impero bizantino, costringendo Andronico III a riconoscere i nuovi confini da loro imposti. Successivamente, Sirgianni Paleologo si spinse fino alla Macedonia, privando l'Impero romano d'oriente di un'altra importante regione. Durante gli stessi anni, Andronico III decise di attaccare i Bulgari a Rusokastro, ove tuttavia fu duramente sconfitto dal nuovo re bulgaro Ivan Alessandro. Allo stesso tempo, Andronico III riuscì, nel 1341, a riportare l'Epiro sotto la sfera di influenza bizantina attraverso l'uso di un'accorta rete diplomatica che durante gli anni fu in grado di formare. Nonostante l'Impero era stato privato di molti dei suoi territori europei, Andronico III era riuscito a riconquistare gran parte dell'attuale Grecia. Tale precario equilibrio, tuttavia, sarebbe durato poco, infatti le mire espansionistiche del nuovo re serbo Stefano Uroš IV Dušan e la morte improvvisa di Andronico III getteranno ancora una volta l'Impero bizantino nel caos.

### Giudizio storico

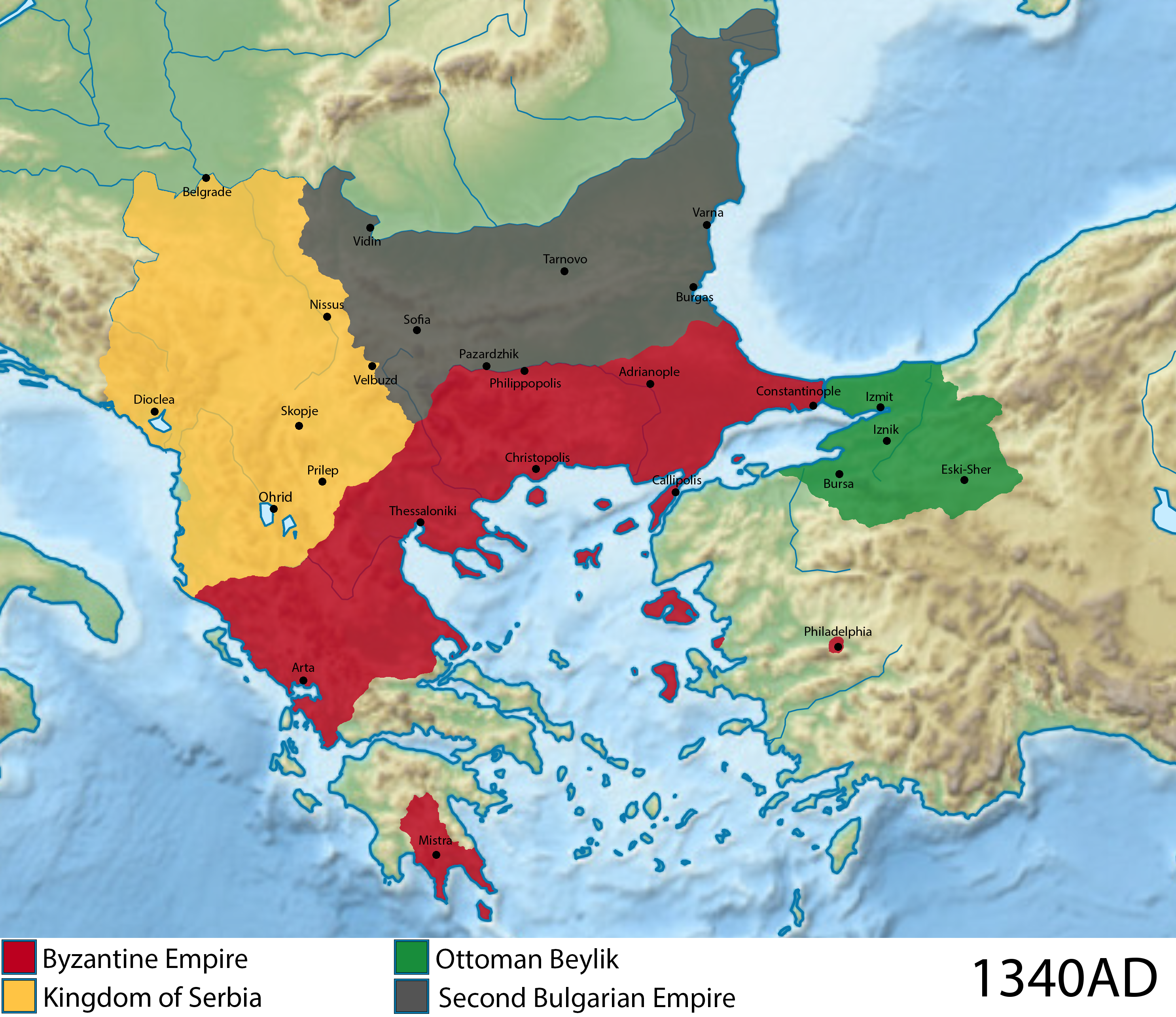
L'Impero bizantino nel 1340, un anno prima della morte di Andronico III.

Nonostante i diversi insuccessi, il regno di Andronico III è spesso considerato dagli studiosi come uno degli ultimi momenti "gloriosi" della storia di Bisanzio, la quale stava ormai assumendo sempre di più una posizione precaria. Andronico III riuscì a ottenere alcuni successi sul mar Egeo e in Grecia, mentre durante tutto il suo regno poté avvalersi dell'aiuto di ministri competenti come Giovanni Cantacuzeno che, insieme a molti altri nobili, aveva sostenuto Andronico III nella guerra civile che lo vide impegnato contro il rivale Andronico II. Tuttavia, le numerose sconfitte subite contro nemici quali i Serbi e gli Ottomani fecero perdere all'estero, diplomaticamente parlando, molta credibilità nei confronti dell'Impero bizantino. Tale situazione si aggravò ulteriormente con l'improvvisa morte, nel 1340, di Andronico III, la quale aprì le porte a un'ulteriore guerra civile tra coloro che sostenevano la nomina a basileus di Giovanni V (i sostenitori del quale erano Anna di Savoia, Alessio Apocauco e il patriarca di Costantinopoli Giovanni XIV) e la nobiltà che invece appoggiava l'elezione di Giovanni Cantacuzeno a imperatore. Per tale motivo, gli storici sono soliti vedere la morte di Andronico III come l'evento che diede il colpo di grazia all'Impero di Bisanzio. La dilaniante guerra civile che seguì il suo decesso sarà una catastrofe politico-militare dalla quale Bisanzio non sarà più in grado di riprendersi. 

## L'ascesa e la caduta di Giovanni Cantacuzeno (1341–1357)
Nel 1341, L'Impero bizantino entrò in una nuova era di decadenza. Bisanzio fu infatti devastata da molteplici eventi, tra i quali una sanguinosa guerra civile e l'epidemia di peste bubbonica che infuriò a metà XVI secolo in tutta Europa. Il primo focolare di peste si verificò nel 1347, mentre tra il 1360 e il 1420 si registrano otto ulteriore epidemie in tutto l'impero. Questo non fece altro che aumentare esponenzialmente il divario tra gli aristocratici e i commercianti molto benestanti e gli innumerevoli contadini e artigiani straziato dalle pesanti tasse imposte dal governo. Inoltre, il clero e la nobiltà di Bisanzio furono anche lacerati dall'ennesima controversia teologica, che in questo caso vedeva nell'esicasmo il fulcro dell'accesso dibattito. In aggiunta, in quegli anni so verificarono numerosi terremoti, il più memorabile dei quali rase al suolo, nel 1354, l'importantissima fortezza di Gallipoli, la quale sarà infatti subito dopo conquistata dagli Ottomani. Nel frattempo, è necessario ricordare che i Serbi continuavano a premere sui confini a sud dell'impero, minacciando il controllo di Bisanzio sull'Epiro.

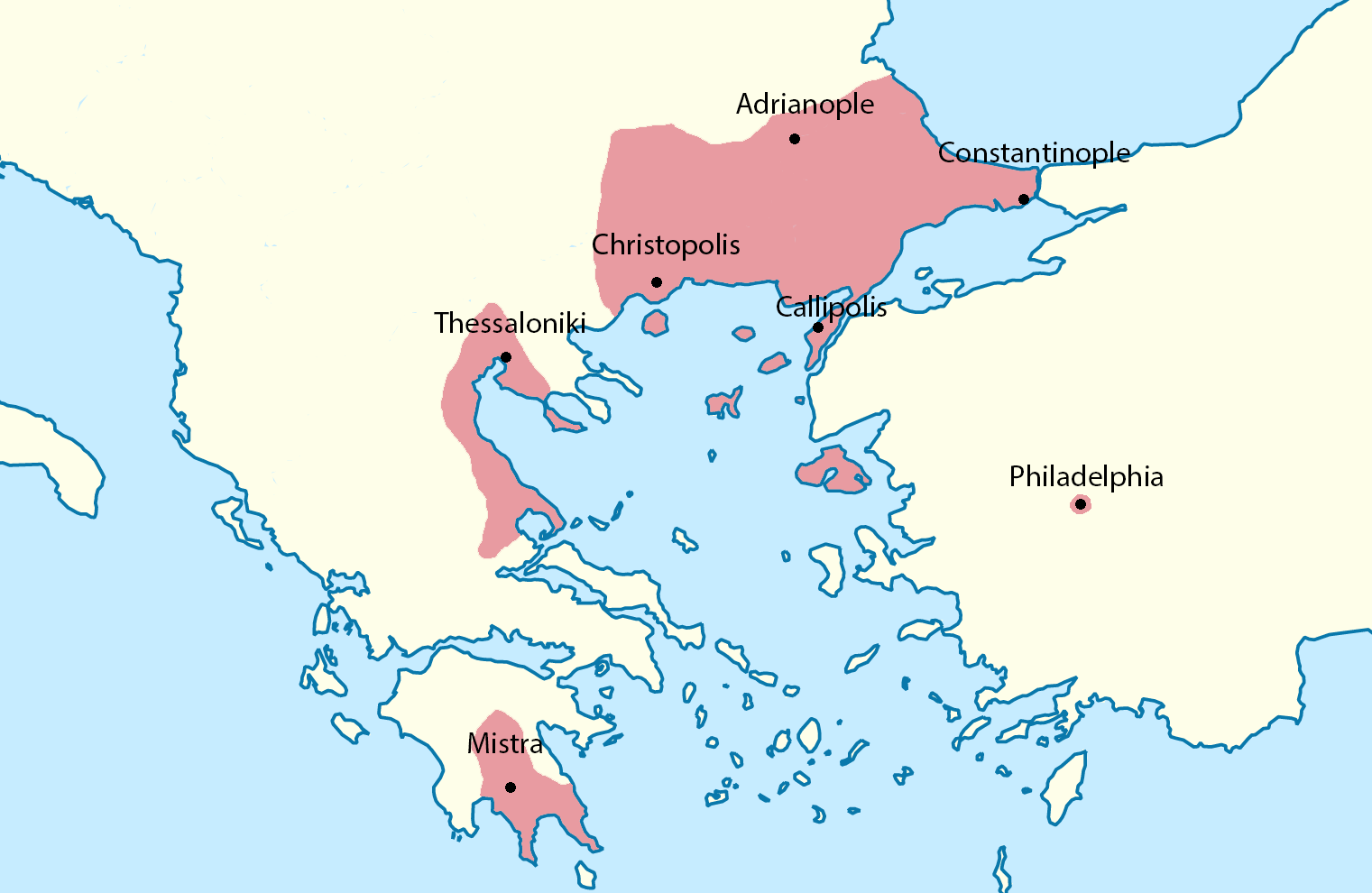
L'Impero bizantino nel 1350.

### Seconda guerra civile paleologa
Alla morte del padre, Giovanni V, che all'epoca aveva soltanto dieci anni, fu incoronato basileus e la reggenza fu affidata alla madre Anna di Savoia e al patriarca di Costantinopoli Giovanni XIV. 
Il patriarca, supportato anche dall'ambizioso ammiraglio Alessio Apocauco, riuscì a convincere l'imperatrice madre che il trono occupato da Giovanni V era pericolosamente minacciato dalle mire di potere di Giovanni Cantacuzeno. Infatti, nel settembre del 1341, mentre quest'ultimo si trovava in Tracia con parte dell'esercito, Giovanni XIV si dichiarò unico reggente reggente e lanciò un anatema contro Cantacuzeno e la sua famiglia. Il mese dopo, Anna di Savoia ordinò a Cantacuzeno di abbandonare il suo ruolo, tuttavia quest'ultimo non solo si rifiutò di farlo, ma decise anche di dichiararsi, col supporto delle truppe, imperatore a Didymoteicho. Non è chiaro se Cantacuzeno fosse talmente ambizioso da volersi proclamare imperatore, tuttavia la reazione che aveva avuto il patriarca costrinse il nobile bizantino a scegliere la strada della guerra civile per mantenere intatto il suo potere e la sua influenza a corte.
In quegli anni, già scarseggiavano le truppe il cui compito era difendere i confini dell'impero e certamente non n'erano presenti abbastanza per combattere una guerra civile, di conseguenza furono assunti diversi mercenari stranieri. Cantacuzeno assunse soldati Turchi e Serbi, mentre la coalizione che supportava Giovanni V fece principalmente affidamento su mercenari ottomani. Tuttavia, Cantacuzeno riuscì a ottenere il supporto politico e militare dal sultano ottomano Orhan I, il quale aveva sposato la figlia di Cantacuzeno nel 1345. Due anni dopo, quest'ultimo riuscì a occupare Costantinopoli. Capendo che ormai la guerra era persa, Anna e Giovanni V, il quale ormai aveva 15 anni, raggiunsero un compromesso con Cantacuzeno. Giovanni V avrebbe infatti regnato come co-imperatore insieme a Giovanni VI, nonostante quest'ultimo sarebbe stato comunque politicamente più rilevante.

### Il regno di Giovanni VI Cantacuzeno (1347–1357)
Giovanni Cantacuzeno aveva un figlio, Matteo, e più gli anni passavano più la tensione fra Giovanni V e quest'ultimo cresceva. Al fine di riappacificare nuovamente gli animi, Giovanni VI diede in sposa sua figlia Elena a Giovanni V, nel tentativo di legare le due famiglie. Tuttavia, ben presto Giovanni V utilizzò il suo matrimonio come pretesto per minacciare di nuovo il trono di Giovanni Cantacuzeno.

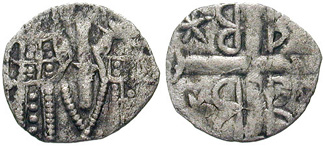
Monete che raffigurano Giovanni VI Cantacuzeno e il co-imperatore Giovanni V Paleologo.

Infatti, nel 1353, Giovanni V decise di attaccare, con un piccolo manipolo che comandava, Matteo. Tuttavia, quest'ultimo riuscì a difendersi e a catturare durante lo scontro Giovanni V, il quale fu provato del titolo di basileus ed esiliato sull'isola di Tenedo, mentre Giovanni VI Cantacuzeno nominò al suo posto co-imperatore il figlio Matteo. Nonostante l'iniziale insuccesso, Giovanni V non si arrese e, nel 1354, dopo aver segretamente siglato un'alleanza con gli Ottomani, questi ultimi invasero la Tracia in suo sostegno. Dopo che la voce dell'invasione turca si sparse per tutto l'impero, a Costantinopoli scoppiò il caos. Infatti, i cittadini della città volevano che Giovanni V tornasse sul trono affinché l'invasione ottomana si fermasse. Nel novembre di quello stesso anno, quest'ultimo, aiutato da alcuni mercenari genovesi, riuscì a fuggire dall'isola di Tenedo e rapidamente si diresse verso Costantinopoli, ove fu accolto come il legittimo imperatore. Per evitare ulteriore sommosse, Cantacuzeno abdicò e decise di ritirarsi in un monastero, ove scrisse le sue memorie e incontrò, nel 1383, la morte.
Matteo Cantacuzeno, dall'altro canto, decise di non arrendersi e di continuare a resistere alle truppe di Giovanni V. Infatti, dal momento che imparentato col sultano ottomano Orhan (grazie al matrimonio con Teodora, egli ne era diventato il cognato), riuscì a ottenere un supporto militare da quest'ultimo e far sì che gli Ottomani smettessero di sostenere la causa del rivale. Tuttavia, nell'estate del 1356, dopo un piccolo scontro, fu catturato da alcuni uomini di Giovanni V e l'anno successivo fu costretto a rinunciare a qualunque pretesa al trono, mentre nel 1361 fu esiliato in Morea. A soli 25 anni, Giovanni V era riuscito a eliminare qualunque potenziale minaccia al suo trono e a imporsi saldamente come basileus, tuttavia le continue guerre aveva prosciugato gran parte delle risorse di tutto l'impero.

## Il regno di Giovanni V Paleologo (1354–1391)
Giovanni V, figlio primogenito di Andronico III Paleologo e Anna di Savoia, doveva ora affrontare la grave che rappresentava l'esercito ottomano per Bisanzio. Nel 1360, infatti, i Turchi conquistarono diversi avamposti bizantini, bulgari e serbi in Tracia.

### Politica estera

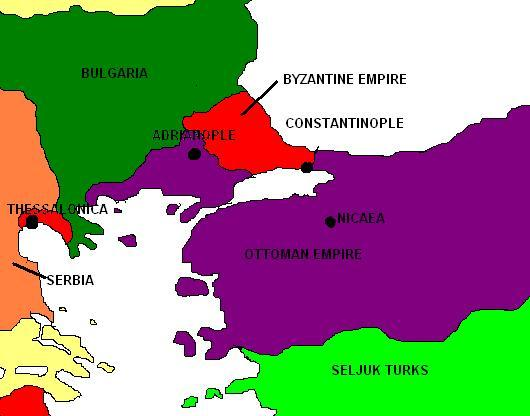
L'Impero romano d'Oriente nel 1367, dopo che gli Ottomani hanno conquistato Adrianopoli.

Proprio come fecero i suoi predecessori Alessio I Comneno e Michele VIII, Giovanni V rivolse la sua attenzione al pontefice di Roma, offrendo una possibile riconciliazione tra le due confessioni religiose nella speranza di ricevere assistenza militare. In passato, chiedere aiuto all'occidente aveva prodotto risultati contrastanti: i crociati erano soliti saccheggiare non solo i Turchi, ma anche gli stessi Bizantini, tuttavia la prima crociata aveva beneficato molto all'impero e Giovanni V contava di ripetere l'esperienza. Ado ogni modo, questa volta il papa decise di declinare la proposta di Giovanni V, nonostante la situazione disastrosa in cui versava l'Impero bizantino.
Fortunatamente per Giovanni V, egli aveva anche altri contatti in occidente. Sua madre era infatti Anna di Savoia e dunque Giovanni V decise di rivolgersi a suo cugino, Amedeo VI di Savoia, il quale si dimostrò interessato ad aiutare il basileus greco. Egli infatti, salpando con il suo esercito da Venezia nel giugno del 1366 con il sogno di dare inizio ad un'altra crociata, riuscì a strappare la fortezza di Gallipoli agli Ottomani e a restituirla ai Bizantini. Amadeo sostò presso la corte di Giovanni V fino al 1369 e i due raggiunsero la conclusione che, per salvare l'impero di Bisanzio, era necessario a tutti i costi ricevere l'appoggio del papato. Amedeo, a questo punto, si diresse verso Roma con un gruppo di inviati bizantini, chiedendo al papa di indurre una crociata per aiutare l'Impero bizantino. Tuttavia, quest'ultimo rifiutò nuovamente l'invito, ma chiese a Giovanni V di fargli visita in privato. Quando, nel1369, gli Ottomani conquistarono dopo un lungo assedio l'importantissima città di Adrianopoli, Giovanni V si precipitò il più in fretta possibile a Roma e, sotto pressione del pontefice, si convertì pubblicamente al cattolicesimo.
Tuttavia, quando nel 1371 Giovanni V fece ritorno a Costantinopoli, trovò una situazione disastrosa. Infatti, aveva perso, a causa della sua conversione, la quasi totalità dell'appoggio del popolo, ancora profondamente ortodosso, e i suoi generali non erano riusciti a fermare l'avanzata turca in Tracia, accumulando un insuccesso dopo l'altro.

### Vassallaggio ottomano
Nel 1371, i Serbi, temendo che gli Ottomani invadessero anche il loro impero, radunarono il loro esercito per scacciare i Turchi dalla Tracia. Tuttavia, con una vittoria schiacciante, gli Ottomani annientarono l'esercito serbo nella battaglia della Marizza. Vista la situazione, molti signori locali, per non essere completamente annichiliti dai Turchi, si sottomisero formalmente al sultano Murad I. La posizione in cui si trovava l'impero di Bisanzio e un'ulteriore recente vittoria ottomana a Serres costrinsero anche Giovanni V a diventare un vassallo del sultano. 

### Terza guerra civile paleologa
Dopo essere diventato un vassallo di Murad I, il regno di Giovanni V dovette affrontare una nuova guerra civile. Infatti, nel 1373, il figlio primogenito di quest'ultimo ed erede al trono, Andronico IV Paleologo, si ribellò al padre dopo essersi messo a capo di parte dell'esercito bizantino. Tale ribellione, tra l'altro, coincise anche con una simile rivolta organizzata dal figlio di Murad I, Savcı Bey, il quale, come Andronico, voleva spodestare il padre e prendere il potere. Per far fronte a queste due ribellioni, Giovanni V e il sultano Murad I stipularono un'alleanza per sconfiggere i rispettivi figli e, di conseguenza, decisero di coordinare i loro eserciti. Giovanni V riuscì a catturare Andronico IV e il figlio Giovanni VII, il quale si era unito nella rivolta al padre, accecandoli parzialmente e imprigionandoli, mentre Murad I, dopo aver sconfitto suo figlio in una battaglia, lo fece giustiziare. A questo punto, Giovanni V decise di nominare co-imperatore ed erede al trono il suo secondogenito Manuele II.
Sfortunatamente per Giovanni V, tuttavia, Andronico IV e suo figlio Giovanni VII riuscirono a scappare dalla prigionia e, dopo essersi assicurati il supporto di alcuni mercenari genovesi e del sultano Murad I, i due tornarono trionfanti a Costantinopoli e riuscirono a spodestare Giovanni V, il quale fu imprigionato insieme al figlio Manuele. Per ripagare gli Ottomani dell'aiuto fornitogli, Andronico IV cedette a questi ultimi la fortezza di Gallipoli. Tuttavia, Giovanni V e Manuele II riuscirono a fuggire rocambolescamente da Costantinopoli e offrirono al sultano un compenso molto alto se quest'ultimo li avesse aiutati a riprendersi il trono. Andronico IV fu dunque nuovamente sconfitto dall'esercito ottomano-bizantino e, per sfuggire alla cattura, si barricò con un piccolo manipolo nel quartiere bizantino di Galata. Giovanni V, il quale era soltanto interessato a conservare il potere per sé, decise, nel 1381, di stipulare un patto con Andronico IV. Quest'ultimo fu infatti, al posto di Manuele II, riconosciuto come erede legittimo, escludendo dunque dalla linea di successione il secondogenito.
Naturalmente Manuele II non accettò tali condizioni e, dopo essersi recato con parte dell'esercito a Salonicco nel 1382, organizzò un ulteriore ribellione, invadendo la Tessaglia e e l'Epiro e conducendo una campagna parallela a quella del sultano ottomano. Murad I, infatti, si sentì attaccato dalle recenti conquiste di Manuele II e, nel 1383, pose sotto assedio Salonicco. Nel frattempo, Andronico IV era morto per cause naturali e suo figlio, Giovanni VII, aveva iniziato una disputa riguardante il potere imperiale col nonno.
Quando Salonicco fu finalmente espugnata nel 1387, Manuele, col beneplacito di Murad I, decise di riconciliarsi, almeno formalmente, col padre Giovanni V. Tuttavia, quest'ultimo capii che accettare il perdono di Manuele avrebbe certamente scatenato luna rivolta guidata da Giovanni VII e dunque decise di esiliare il suo secondogenito presso l'isola di Lemno. Nonostante ciò, Giovanni VII decise comunque di ribellarsi contro il nonno e, quando venne a sapere che anche Manuele era fuggito dall'esilio con l'intenzione di ritornare a Costantinopoli, si ritirò temporaneamente a Genova, ove riuscì ad assicurarsi il supporto militare della repubblica marinara e del nuovo sultano ottomano Bayezid I.
La ribellione di Giovanni VII, con la cattura di Costantinopoli, ebbe infatti inizialmente successo, tuttavia Manuele II riuscì a ottenere il completo supporto di tutte le altre zone dell'impero e dei Cavalieri di San Giovanni stanziati a Rodi, ai quali aveva offerto preziose reliquie religiose in cambio di un aiuto militare. L'esercito di Manuele riuscì infatti a riconquistare la capitale, spodestando definitivamente Giovanni VII dal trono, il quale tuttavia reclamerà il suo diritto di governare su Bisanzio fino alla sua morte, che lo coglierà nel 1408. A questo punto, il sultano ottomano Bayezid I riconobbe Manuele II come legittimo co-imperatore insieme al padre Giovanni V e infine, quando quest'ultimo morì di vecchiaia nel 1391, come unico imperatore di Bisanzio.

## Il regno di Manuele II Paleologo (1391–1425)
Manuele II, secondogenito di Giovanni V ed Elena Cantacuzena, riuscì a conquistare e a preservare parte del territorio che Bisanzio aveva perso in questi ultimi anni. Le cause di tale successo si possono rintracciare nell'avanzata mongola da oriente contro gli Ottomani e nelle solide alleanza che il nuovo basileus riuscì a stipulare insieme al sultano Mehmed I.

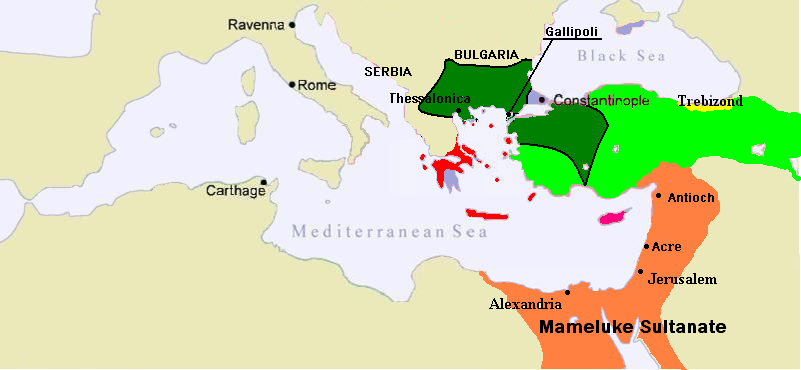
L'Impero bizantino (in azzurro chiaro) nel 1389.

### Fine del vassallaggio ottomano
La priorità fondamentale di Manuele II fu quella di stabilire un'alleanza con Bayezid I. Giovanni VII, ora in esilio, era infatti il favorito del sultano, il quale aveva accolto con piacere le sue pretese di ritornare sul trono di Costantinopoli. Tuttavia, dal momento che Manuele II si stava rivelando essere molto popolare a corte e fra il popolo, il sultano decise di riconoscerlo nuovamente, con un'ulteriore alleanza, imperatore. Ad ogni modo, Manuele II, il quale ancora temeva un possibile attacco da parte di Giovanni VII, decise di riconciliarsi diplomaticamente con quest'ultimo, allontanandolo dalla sfera di influenza del sultano. Bayezid I si sentì dunque minacciato dalle azioni di Manuele II e ne ordinò l'esecuzione. Tuttavia, il sultano decise di mutare la natura della pena che avrebbe inflitto a Manuele II, inviandogli, nel 1393, una lettera nella quale pretendeva che fosse costruita un'altra moschea a Costantinopoli e che l'impero pagasse un tributo più alto di quello precedentemente stabilito all'inizio del vassallaggio.
Manuele II approfittò della situazione e non solo decise di non rispondere alla lettera del Sultano, ma si rifiutò anche di pagare il nuovo tributo. Bayezid I, di fronte a un tale affronto, rispose ponendo, nel 1394, sotto un assedio che durerà otto anni Costantinopoli. Manuele II era consapevole che la città, sebbene avrebbe economicamente resisti all'assedio, non possedeva le risorse militari e mura di alta qualità per resistere alla minaccia ottomana. Per tale motivo, l'imperatore chiese nuovamente supporto ai regni occidentali, i quali questa volta si mostrarono favorevoli a venire in aiuto di Bisanzio. Un esercito franco-ungherese, infatti, partì alla volta di Costantinopoli nel 1396, con l'obbiettivo di effettuare un massiccio contrattacco contro l'esercito ottomano. Tale offensiva si consumò nell'atroce battaglia di Nicopoli, nella quale perirono quasi tutti i crociati e ci furono ingenti perdite fra le linee dell'esercito del sultano. Bayezid I, nonostante tale vittoria pirrica, continuò a persistere nel suo obbiettivo di espugnare Costantinopoli. 
Militarmente la situazione non stava facendo altro che peggiorare per Bisanzio e Manuele II fu per una seconda volta costretto a chiedere il supporto dell'occidente. L'imperatore decise dunque di lasciare Costantinopoli per recarsi di persona a chiedere l'aiuto dei regni europei, durante la sua assenza nominò reggente Giovanni VII, nella speranza che quest'ultimo non tentasse un colpo di stato ai suoi danni. Manuele II incominciò tale viaggio nel 1399 e sostò presso Venezia, Padova, Milano, Parigi e Londra, ove si incontrò con il re inglese Enrico IV, il quale gli offrì anche di partecipare a un torneo medievale. Tuttavia, nonostante tutti gli sforzi diplomatici, Manuele II non fu in grado di ottenere alcun supporto militare da parte dei regni occidentali.
Ad ogni modo, l'assedio di Costantinopoli terminò per cause esterne, legate alla politica estera ottomana. Bayezid I, infatti, sapendo che ormai teneva in pugno l'Impero bizantino, rivolse la sua attenzione verso la parte più orientale dell'Anatolia, ove tentò di portare diverse tribù turcomanne sotto la sua sfera d'influenza. Tuttavia, tale espansionismo si scontrò con i progetti di Tamerlano, generale mongolo che aveva fondato l'Impero timuride, il quale voleva che la regione fosse sotto la sua sfera di influenza. Quest'ultimo, infatti, invase i possedimenti ottomani in Anatolia e, nel 1402, sconfisse Bayezid I vicino ad Ankara catturandolo. Tale sconfitta causò il panico tra gli Ottomani, i quali ricollocarono quasi tutte le truppe stanziate nei territori europei in Anatolia.
Manuele II, il quale tornò dal suo viaggio in Europa nel 1403, fu accolto da una situazione a lui favorevole. Costantinopoli era ormai completamente libera dall'assedio ottomano e Giovanni VII restituì il trono allo zio, rimanendo dunque fedele a quest'ultimo. Inoltre, Salonicco fu restituita a Costantinopoli dal principe ottomano Solimano, il quale voleva ingraziarsi l'Impero bizantino in un momento in cui il sultanato ottomano era stato estremamente indebolito dalla sconfitta contro Tamerlano ed era sull'orlo della guerra civile.

### Interregno ottomano
La sconfitta nella battaglia di Ankara aveva gettato l'Impero ottomano in crisi e questo periodo rappresentò dunque per Bisanzio una breve rinascita. Innanzitutto, fu siglato fra l'Impero romano d'Oriente e le altre potenze cristiane locali, che ormai erano state liberate dal giogo ottomano, un trattato di non aggressione. Successivamente, Manuele II firmò in Asia Minore con il principe Solimano Çelebi, considerato il successore più probabile di Bayezid I, un patto che sollevava ufficialmente Bisanzio dal pagamento dei tributi nei confronti degli Ottomani, ponendo dunque totalmente fine al vassallaggio turco. Inoltre, L'Impero bizantino fu anche in grado di conquistare il Monte Athos, le terre costiere del Mar Nero che si estendono da Costantinopoli a Varna e diverse isole dell'Egeo.
Intanto nell'Impero turco, dopo la cattura e la morte di Bayezid I, era scoppiata una sanguinosa guerra dinastica, conosciuta come interregno ottomano. Anche l'Impero bizantino intervenne in questo conflitto, appoggiando il principe Mehmed I, il quale, nel 1413, vinse la guerra diventando l'unico legittimo sultano. Mehmed I, grato per il supporto ricevuto, deciderà di non muovere guerra contro Bisanzio durante tutto il suo regno, dando inizio a un periodo di relativa pace e stabilità.

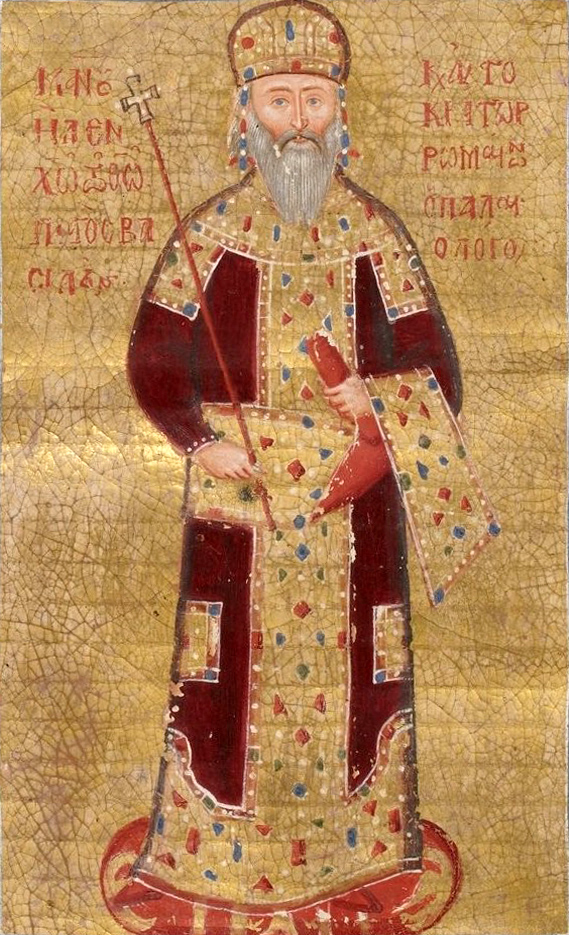
Manuele II Paleologo visse fino all'età di 75 anni.

### Ripresa delle ostilità
Nel 1421, Manuele II aveva ormai 70 anni e ritenne che fosse giunto il momento di ritirarsi a vita privata e di cedere la maggior parte del suo potere al figlio primogenito Giovanni VIII, nella speranza che quest'ultimo potesse condurre una politica più vivace. Il maggio di quello stesso anno, Mehmed I morì e dunque gli succedette il figlio Murad II, il quale, a differenza del padre, era desideroso di condurre una politica espansionistica a scapito di Bisanzio.
Tuttavia, furono i Bizantini i primi a sobillare l'Impero ottomano. Infatti, Giovanni VIII, consultandosi con i suoi consiglieri, decise di organizzare e sostenere una sedizione all’interno dello stesso Sultanato ottomano. Nell'agosto del 1421, egli appoggiò difatti una rivolta popolare che riconosceva nel proprio leader un uomo di nome Mustafa Çelebi, il quale affermava di essere uno dei figli di Bayezid I creduti morti durante la battaglia di Ankara. Tuttavia, già nell'agosto dell'anno successivo, Murad II riuscì a reprimere nel sangue tale ribellione, a catturare Mustafa e a giustiziarlo tramite impiccagione. Ad ogni modo, dopo aver debellato la ribellione, Murad II voleva punire i Bizantini per tale affronto perpetrato nei confronti della sua persona e inviò il proprio esercito ad assediare sia Costantinopoli che Tessalonica, la quale cadrà definitivamente nel 1430. Per salvare la capitale dall'esercito ottomano, Manuele II decise di riprendere temporaneamente le redini dell'impero e di incitare un'ulteriore ribellione nell'Impero turco, questa volta appoggiando il fratello di Murad II Küçük Mustafa, nella speranza che l'esercito ottomano avrebbe allentato la sua presa su Bisanzio. Con l'appoggio di diversi nobili turchi, Küçük Mustafa riuscì, dopo un breve assedio, a conquistare l'importante città di Bursa e Murad II, proprio come Manuele sperava, spostò l'esercito da Costantinopoli in Asia Minore per affrontare questa nuova rivolta, la quale fu violentemente soffocata nel 1423.
Manuele II, il cui impero era ormai a corto di risorse militari e civili, fu costretto a prendere alcune decisioni drastiche. Nel settembre del 1423, decise di non opporsi all'occupazione di Salonicco da parte dei Veneziani, i quali avevano si erano impadroniti della città col pretesto di difenderla dagli Ottomani. Nel febbraio dell'anno successivo, Manuele II decise di sottomettersi nuovamente all'Impero ottomano, diventando un vassallo di Murad II e promettendo, tramite la firma di un trattato, di pagare annualmente 300.000 monete d'argento al sultanato. Grazie a tale mossa diplomatica, Manuele II poté garantire all'Impero bizantino due decenni di relativa pace con la controparte ottomana.

## Il regno di Giovanni VIII Paleologo (1425-1448)
Giovanni VIII, figlio primogenito di Manuele II ed Elena Dragaš, dovette affrontare le recenti sconfitte subite durante gli ultimi anni del regno del padre, cercando nuovamente aiuto nella chiesa occidentale.

### Concilio di Basilea, Ferrara e Firenze

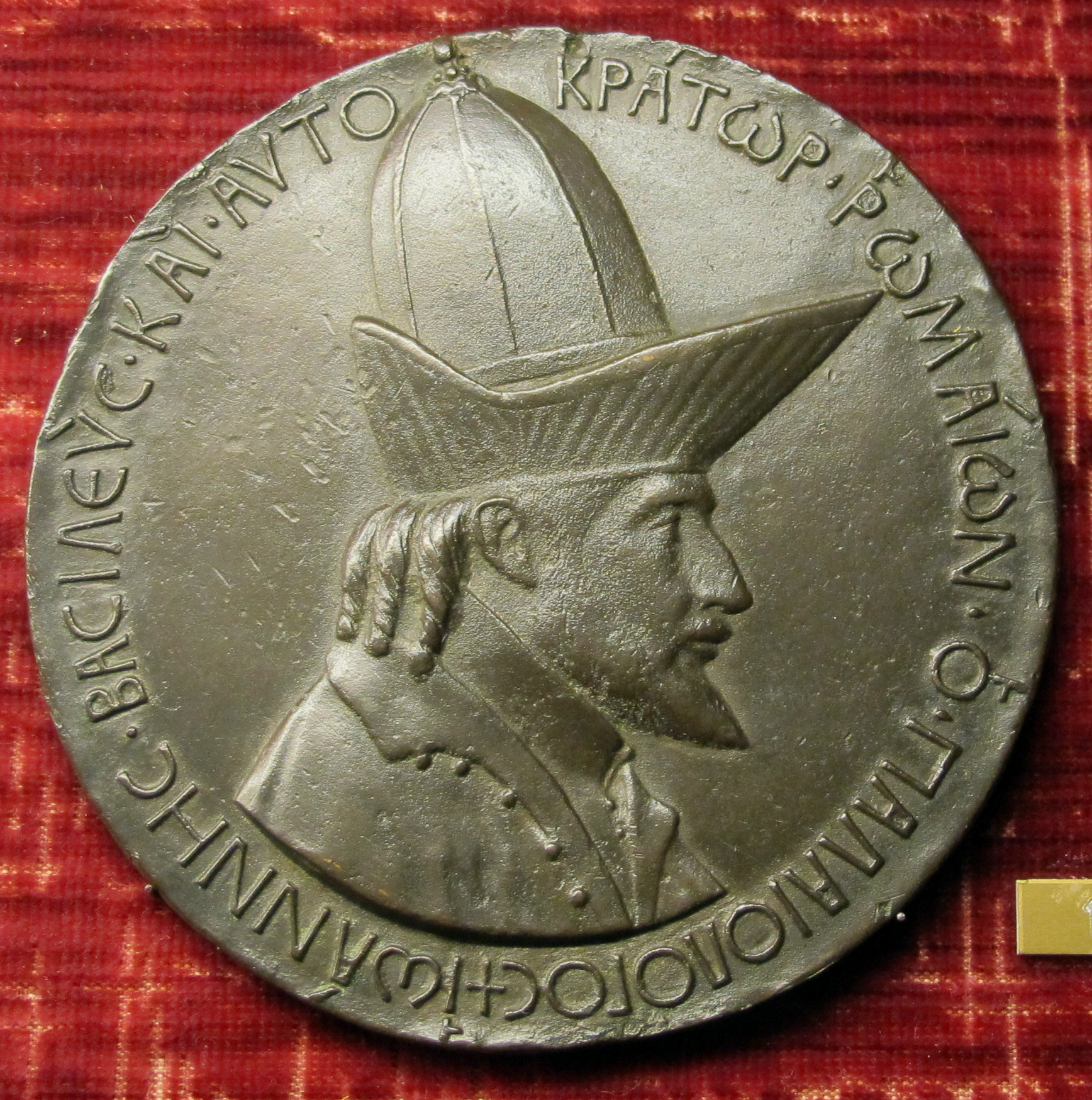
Medaglia commemorativa incisa da Pisanello rappresentante Giovanni VIII, il quale ebbe modo di avere questa medaglia in occasione del concilio tenutesi Ferrara.

Per ottenere nuovamente un aiuto militare da parte dei regni occidentali, Giovanni VIII decise, in quanto de facto capo della chiesa ortodossa, di unire la confessione bizantina con quella cattolica. Infatti, nel 1431, fu convocato da papa Martino V il Concilio di Basilea, Ferrara e Firenze, nel quale, fra le altre questioni, si proponeva anche l'unione delle due chiese ricomponendo lo scisma d'oriente del 1054. Giovanni VIII, il quale partecipò di persona al concilio, accettò il primato papale e pose fine alla disputa che circondava la questione del Filioque, affermando che essa derivava da una confusione semantica. Tuttavia, Giovanni VIII, quando fece ritorno a Costantinopoli nel 1439, fu costretto ad annullare la recente unione con Roma, in quanto la popolazione, di fede profondamente ortodossa, e la nobiltà bizantina, la quale aveva capito che i regni occidentali non avrebbero inviato aiuti militari all'impero, si opposero fermamente agli esiti del concilio, di fatto annullando i suoi esiti.

### Crociata di Varna
Verso la fine degli anni Quaranta del XV secolo, nei Balcani molti signori locali di fede cristiana si ribellarono al vassallaggio ottomano. Approfittando della situazione, l'Ungheria, con l'aiuto del condottiero e patriota albanese Giorgio Castriota, invase la Serbia, dando inizio a diverse campagne contro gli Ottomani, le quali videro un discreto successo militare. Infatti, dal momento che gli Ungheresi stavano riscontrando molto successo in tali campagne militari, molti altri stati europei, fra cui la Corona del Regno di Polonia e i Cavalieri teutonici, si unirono al Regno d'Ungheria, dando inizio a quella che sarà denominata dagli storici come crociata di Varna e che prende il nome dalla battaglia conclusiva di tale spedizione. Murad II non era infatti in grado di affrontare l'esercito crociato, in quanto la maggior parte delle sue truppe erano ancora impegnate in Anatolia a combattere contro l'Impero timuride, e pertanto decise di concludere un frettoloso trattato di pace con le truppe occidentali. Tuttavia, dopo pochi mesi, gli Ungheresi ruppero tale pace e Murad II ordinò a un piccolo manipolo del suo esercito di occupare la città di Varna, sottraendola ai Bizantini. Infatti, Varna aveva un'importanza strategica essenziale, in quanto rappresentava l'ultima fortezza europea contro i regni occidentali, i quali furono infatti sconfitti nell'omonima battaglia.
Giovanni VIII morì per cause naturali nel 1448. Alla sua morte, l'Impero bizantino si trovava in una situazione disastrosa: l'ultima grande fortezza dopo la capitale, Varna, era stata conquistata dagli Ottomani, l'esercito aveva a disposizione pochi uomini e soltanto mezzi militari arretrati, l'economia era ormai stata completamente rovinata da continui anni di guerra e la capitale si stava spopolando velocemente. Il successore di Giovanni VIII fu il fratello Costantino XI, l'ultimo imperatore di Bisanzio.

## Il regno di Costantino XI Paleologo (1449-1453)

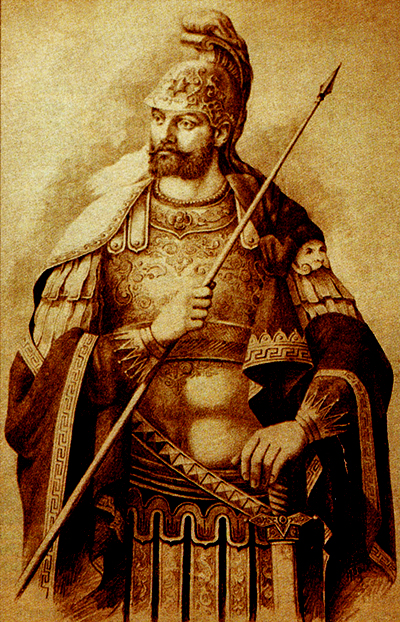
Rappresentazione di Costantino XI Paleologo prodotta nel XIX secolo.

Costantino XI, figlio quartogenito di Manuele II ed Elena Dragaš, regnò per un breve periodo, dal 1449 fino al 1453. Egli, proprio come il suo predecessore e fratello, si professò sempre di religione greco-cattolica. Con la sua morte durante l'assedio di Costantinopoli del 1453, cadde definitivamente anche l'ormai millenario Impero bizantino.

### Caduta di Costantinopoli
Prima di salire al trono, Costantino XI fu nominato despota della Morea. In quanto tale, egli aveva condotto una sua personale politica nei confronti degli Ottomani e e gli ultimi regni crociati presenti nella regione, come ad esempio il Ducato di Atene. Mentre Costantino XI riuscì a conquistare quest'ultimo, non fu mai in grado di penetrare all'interno dei confini ottomani. Nel 1451, quando Costantino XI era salito al trono da ormai due anni, Murad II morì e gli succedette il figlio Mehmed II, il quale era percepito dal nuovo imperatore di Bisanzio come una figura debole. Infatti, quest'ultimo inviò una lettera al nuovo sultano, pretendendo che egli inviasse dei sussidi all'Impero romano d'Oriente e minacciando che si sarebbe ribellato contro di lui nel caso se tali contributi non arrivassero. Mehmed II decise di rispondere molto duramente alle richieste di Bisanzio, ordinando la costruzione di una fortezza sul Bosforo che bloccasse completamente i commerci dell'impero e muovendo il suo esercito contro Costantinopoli.
Mehmed II radunò per l'assedio di Costantinopoli un esercito che contava tra i 100.000 o e i 200.000 uomini. Tuttavia, la vera forza dell'esercito ottomano stava nella modernissima artiglieria di cui era dotato. Infatti, quest'ultima prevedeva degli enormi cannoni, che erano in grado di fare breccia anche nelle mura più spesse ed erano stati ideati dall'ingegnere ungherese Urban, il quale aveva inizialmente offerto i suoi servigi allo stesso Costantino XI, tuttavia si trasferì al servizio del sultano quando capii che quest'ultimo non era in grado di pagarlo. Dopo che Costantino XI rifiutò le condizioni di resa imposte da Maometto II, quest'ultimo diede inizio all'assedio il 2 aprile 1453, mentre il primo colpo di cannone fu sparato quattro giorni dopo. L'esercito bizantino era a corto di uomini e la città poté resistere per un mese principalmente grazie alle possenti mura teodosiane. Il 29 maggio di quell'anno infatti, gli Ottomani riuscirono ad aprire una breccia all'interno delle mura e si diedero al saccheggio della città. Costantino XI organizzò un'ultima disperata difesa di Costantinopoli, tuttavia l'esercito ottomano schiacciò anche i rimanti manipoli bizantini, uccidendo inoltre lo stesso imperatore il cui corpo non fu mai ritrovato. Con la morte di Costantino XI, terminò anche la storia dell'Impero romano d'Oriente.

### Giudizio storico
Data la brevità del suo regno, è difficile fare delle considerazioni sul governo di Costantino XI. In qualità di despota, si era dimostrato un sovrano abile e vivace, tuttavia molti bizantinisti ritengono che, quando egli salì al trono, la caduta di Costantinopoli per mano turca era ormai inevitabile. Ciononostante, l'aspetto che più colpì la storiografia riguardo alla figura dell'ultimo imperatore bizantino fu la sua impavida e disperata difesa della capitale, la quale contribuì a renderlo un simbolo dell'identità greca e un santo per la tradizione ortodossa.

## Arte e cultura sotto i Paleologi

### Rinascenza paleologa
Nonostante la disastrosa situazione politico-economica dell’impero, artisticamente e culturalmente si verificò una rinascita all'interno dei possedimenti di Bisanzio. Tale periodo artistico prese infatti il nome di rinascenza paleologa e molti degli ultimi pensatori di quest'epoca si trasferirono, durante il XV secolo, in Italia, specialmente a Genova e a Venezia, ove diedero un fondamentale impulso al rinascimento italiano. 

#### Ripresa dei modelli classici
Durante il dominio dei Paleologi, molti studiosi incominciarono a interessarsi dell'arte, della cultura e della letteratura classica. Grazie a tali pensatori, molte opere antiche non andarono perdute durante il sacco di Costantinopoli della Quarta Crociata, durante la quale furono distrutte e date alle fiamme molte biblioteche della città. Grammatici e filologi del calibro di Demetrio Triclinio, Manuele Moscopulo, Tommaso Magistro e Massimo Planude studiarono e pubblicarono nuove edizioni commentante delle opere di Esiodo e Pindaro, i cui rispettivi sistemi metrici furono esaminati approfonditamente. Inoltre, in questo periodo si approfondirono anche molte opere dei tragediografi Sofocle ed Euripide, la Geografia di Tolomeo, Le dionisiache di Nonno di Panaopoli e le poesie di Teocrito. Fu inoltre riscoperto lo stile e le opere di Plutarco, le quali furono accuratamente analizzate dal celebre scrittore e politico Teodoro Metochita, le cui opere, scritte all'interno del Monastero di Chora, si possono ancora oggi ritrovare nelle biblioteche di Istanbul, Oxford, Roma e Parigi.
Dagli studi di questi testi antichi, alcuni filosofi bizantini, fra cui lo stesso Massimo Planude, espressero un interesse sempre più crescente nei confronti della scienza, della matematica e dell'astronomia. Come ci testimonia l'opera dello storico Niceforo Gregora, il quale anticipò di due secoli la riforma gregoriana, proponendo un mutamento nel calendario bizantino che tuttavia Andronico II rifiutò.

### Astronomia
Prima del XIV secolo, a Bisanzio gli astrologi erano soliti utilizzare e basarsi sulle tavole di Claudio Tolomeo per effettuare i loro calcoli. Tuttavia, quando l'Impero romano d'Oriente entrò in contatto con gli Ottomani, i pensatori bizantini furono in grado di venire meglio a conoscenza dell’astronomia araba, la quale dimostrò, in parte, la fallacità dei calcoli di Tolomeo. Ad ogni modo, entrare in contatto con la cultura ottomana era molto complicato, in quanto l'unico modo per apprenderla era effettuando un viaggio direttamente nel cuore dell'Impero turco. Alcuni astronomi, come ad esempio Gregorio Choniade e il suo allievo Giorgio Crisococche, furono tuttavia in grado di compiere tale viaggio, dimostrando, col corso del tempo, la completa inadeguatezza delle tavole tolemaiche. Nel 1309, fu inoltre introdotto nel mondo bizantino l'astrolabio e molti altri strumenti scientifici provenienti dal mondo arabo. 
Plasmando il loro pensiero sulle recenti scoperte astronomiche alcuni filosofi bizantini si allontanarono dai precetti della religione cristiana, inimicandosi il potere centrale. Il caso più esemplare fu quello del filosofo Giorgio Gemisto Pletone, il quale, basando i suoi calcoli su alcune tavole arabe ed ebraiche, era arrivato alla formulazione di un suo pensiero religioso che mescolava precetti pagani, zoroastriani e fatalisti. L'opera principale di Pletone, Le Leggi, nel quale egli trattava del suo pensiero religioso, fu bruciata sulla pubblica piazza dal Patriarca di Costantinopoli e il filosofo bizantino, temendo un linciaggio, scappò a Mistra, ove forse morì suicida. I suoi resti furono portati presso il Tempio Malatestiano a Rimini su ordine di Sigismondo Pandolfo Malatesta, suo grande ammiratore.

### Filosofia
All'interno di una realtà molto autocratica come quella di Bisanzio, i filosofi venivano mantenuti dalla corte dell'imperatore. Tuttavia, dopo le guerre civili scatenate da Andronico III e il figlio Giovanni V, i pensatori preferirono recarsi presso corti più modeste e spesso si misero al servizio di ricchi mercanti o influenti ecclesiastici ortodossi, riducendo le possibilità economiche dei filosofi.
Fu infatti proprio a causa della mancanza di ricchi mecenati se molti filosofi, come Giovanni Argiropulo e Manuele Crisolora, trovarono in corti come quelle di Firenze, Pavia, Roma, Padova e Milano un ambiente più intellettualmente stimolante.